# 斯特凡·布里安·冯·劳耶茨

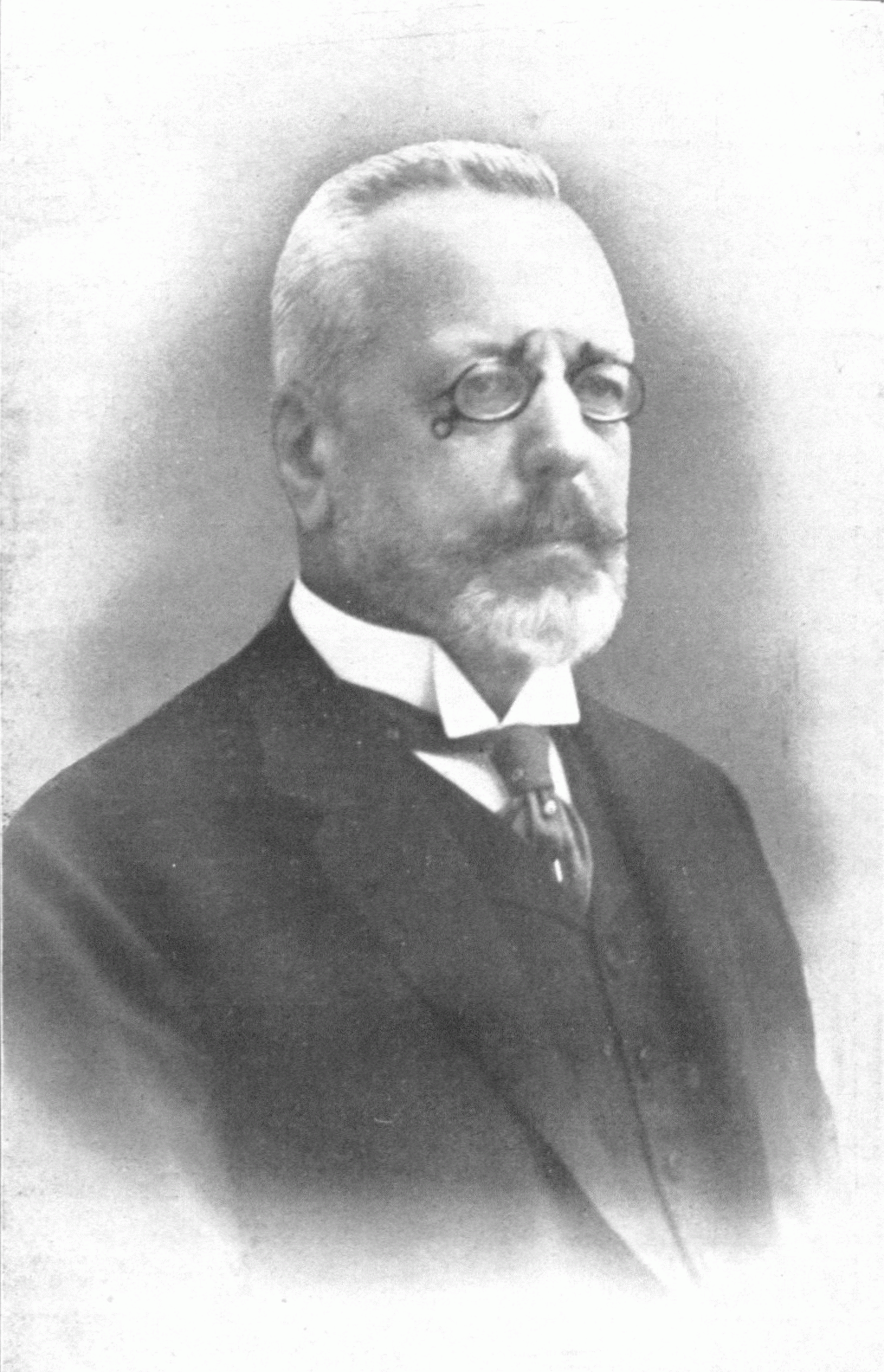
斯特凡·布里安·冯·劳耶茨伯爵 (1915年)

斯特凡·布里安·冯·劳耶茨伯爵（匈牙利語：Rajeczi gróf Burián István，1851年1月16日—1922年10月20日），是奥匈帝国匈牙利裔贵族、外交官和政治家。布里安曾在1903年至1912年期间担任财政大臣。一战爆发后，他作为温和派于1915年至1916年以及1918年两度出任外交大臣。1918年5月29日，布里安代表帝国与芬兰签订了《奥芬维也纳和约》。

### 延伸阅读
- István Diószegi, A ballplatzi palota utolsó gazdája, Kortárs, 1966.
- Gusztáv Gratz, A dualizmus kora, 1867–1918.